# Валлелинь Мэконнэн
Валлелинь Мэконнэн Касса (Мэконнын, амх. ዋለልኝ መኮንን; 22 марта 1945 года — 10 декабря 1972 года) — марксистский активист студенческого движения Эфиопии с середины 1960-х годов до своей смерти в 1972 году. Валлелинь был автором весьма влиятельной, но спорной статьи «К вопросу о национальностях в Эфиопии», опубликованной в 1969 году.

## Ранние годы
Валлелинь Мэконнэн Касса родился в Амхара-Саинт, в Южном Уолло, которое в настоящее время является частью региона Амхара. Окончил среднюю школу им. Войзеро Сехина в Дэссе.

## Обучение в университете
По окончании школы Валлелинь поступил в Аддис-Абебский университет (в то время университет Хайле Селассие I) на курс политологии. Вскоре он стал участвовать в радикальных студенческих группах, которые существовали в университете. За эту деятельность в апреле 1969 года Валлелинь был арестован и приговорен к пяти годам тюремного заключения, но вскоре после этого был помилован императором Хайле Селассие.

## «К вопросу о национальностях в Эфиопии»
Самая известная статья Валлелиня «К вопросу о национальностях в Эфиопии» была опубликована в двуязычном англо-амхарийском студенческом журнале «Борьба» (Struggle) в ноябре 1969 года. В этой статье Валлелинь Мэконнэн Касса проанализировал угнетение наций в Имперской Эфиопии и утверждал, что, поскольку Эфиопия не моноэтническая страна, а скорее совокупность разных наций и народностей, их борьба за самоопределение должна поддерживаться студенческим движением, пока они привержены социализма. Это была очень спорная область, которая в то время разделила студенческое движение, но взгляды Валлелиня в конечном итоге стали доминировать в студенческом движении, а также в политических партиях, которые возникли из данного движения.
В результате публикации была развернута кампания преследования студенческого движения со стороны полиции и СМИ. Публикация журнала «Борьба» была приостановлена. В следующем месяце Тилахун Гизо, президент Союза студентов университетов Аддис-Абебы, был убит, как предполагается, государственными спецслужбами.
Валлелинь Мэконнэн был снова арестован в декабре 1969 года и заключен в тюрьму до мая 1971 года.

## Смерть и наследие
После освобождения Валлелинь работал в Министерстве наземного транспорта и оставался активистом радикальных движений. 10 декабря 1972 года Валлелинь Мэконнэн и шесть других активистов попытались угнать рейс авиакомпании Ethiopian Airlines, который следовал из Аддис-Абебы в Европу. Однако после ряда угонов, совершенных эритрейскими и эфиопскими активистами в конце 1960-х и начале 1970-х годов, эфиопские офицеры безопасности сопровождали такие рейсы, и последовала перестрелка, в результате которой погибли пять угонщиков, включая Валлелиня. Валлелинь Мэконнэн Касса был похоронен в Дэссе.
В конце гражданской войны в Эфиопии повстанческий Революционно-демократический фронт эфиопских народов назвал свою наступательную операцию в районе Уолло в честь погибшего активиста. Взгляды Валлелиня заложены в действующей Конституции Федеративной Демократической Республики Эфиопия, в которой признается безусловное право «каждого народа, национальности и народа в Эфиопии … на самоопределение, включая право на отделение». Продолжающиеся дебаты по этому разделу конституции свидетельствуют о том, насколько спорным остается данный вопрос.